# Saint-Julien-Mont-Denis
Saint-Julien-Mont-Denis és un municipi francès situat al departament de la Savoia i a la regió d'Alvèrnia-Roine-Alps. L'any 2007 tenia 1.609 habitants.

## Demografia

### Població
El 2007 la població de fet de Saint-Julien-Mont-Denis era de 1.609 persones. Hi havia 680 famílies de les quals 173 eren unipersonals (68 homes vivint sols i 105 dones vivint soles), 246 parelles sense fills, 209 parelles amb fills i 52 famílies monoparentals amb fills.
La població ha evolucionat segons el següent gràfic:
Habitants censats

### Habitatges
El 2007 hi havia 889 habitatges, 688 eren l'habitatge principal de la família, 157 eren segones residències i 44 estaven desocupats. 677 eren cases i 208 eren apartaments. Dels 688 habitatges principals, 511 estaven ocupats pels seus propietaris, 153 estaven llogats i ocupats pels llogaters i 24 estaven cedits a títol gratuït; 5 tenien una cambra, 41 en tenien dues, 89 en tenien tres, 233 en tenien quatre i 321 en tenien cinc o més. 551 habitatges disposaven pel capbaix d'una plaça de pàrquing. A 268 habitatges hi havia un automòbil i a 357 n'hi havia dos o més.

### Piràmide de població
La piràmide de població per edats i sexe el 2009 era:
| Homes | Edats   | Dones |
| ----- | ------- | ----- |
| 0     | 95 o +  | 4     |
| 0     | 90 a 94 | 0     |
| 4     | 85 a 89 | 20    |
| 4     | 80 a 84 | 12    |
| 20    | 75 a 79 | 52    |
| 40    | 70 a 74 | 28    |
| 28    | 65 a 69 | 44    |
| 52    | 60 a 64 | 20    |
| 48    | 55 a 59 | 32    |
| 72    | 50 a 54 | 84    |
| 68    | 45 a 49 | 80    |
| 88    | 40 a 44 | 112   |
| 56    | 35 a 39 | 40    |
| 32    | 30 a 34 | 40    |
| 36    | 25 a 29 | 40    |
| 40    | 20 a 24 | 20    |
| 84    | 15 a 19 | 56    |
| 96    | 10 a 14 | 68    |
| 40    | 5 a 9   | 48    |
| 16    | 0 a 4   | 28    |

## Economia
El 2007 la població en edat de treballar era de 1.080 persones, 798 eren actives i 282 eren inactives. De les 798 persones actives 752 estaven ocupades (405 homes i 347 dones) i 46 estaven aturades (12 homes i 34 dones). De les 282 persones inactives 100 estaven jubilades, 85 estaven estudiant i 97 estaven classificades com a «altres inactius».

### Ingressos
El 2009 a Saint-Julien-Mont-Denis hi havia 722 unitats fiscals que integraven 1.709,5 persones, la mediana anual d'ingressos fiscals per persona era de 19.959 €.

### Activitats econòmiques
Dels 67 establiments que hi havia el 2007, 1 era d'una empresa extractiva, 1 d'una empresa alimentària, 10 d'empreses de fabricació d'altres productes industrials, 11 d'empreses de construcció, 10 d'empreses de comerç i reparació d'automòbils, 5 d'empreses de transport, 3 d'empreses d'hostatgeria i restauració, 1 d'una empresa immobiliària, 6 d'empreses de serveis, 15 d'entitats de l'administració pública i 4 d'empreses classificades com a «altres activitats de serveis».
Dels 20 establiments de servei als particulars que hi havia el 2009, 1 era una oficina de correu, 6 tallers de reparació d'automòbils i de material agrícola, 3 paletes, 1 guixaire pintor, 2 fusteries, 2 lampisteries, 1 empresa de construcció, 2 perruqueries i 2 restaurants.
L'únic establiment comercial que hi havia el 2009 era una fleca.
L'any 2000 a Saint-Julien-Mont-Denis hi havia 4 explotacions agrícoles.

## Equipaments sanitaris i escolars
L'únic equipament sanitari que hi havia el 2009 era una farmàcia.
El 2009 hi havia 1 escola maternal i 1 escola elemental.

## Poblacions més properes
El següent diagrama mostra les poblacions més properes.